# USS Arizona (BB-39)
«Аризона» (BB-39) (англ. USS Arizona (BB-39) — лінкор класу «Пенсильванія» та третій корабель військово-морських сил США, названий на честь штату Аризона.

## Історія створення
Лінійний корабель «Аризона» був закладений 16 березня 1914 року на верфі компанії Brooklyn Navy Yard у Нью-Йорку. 19 червня 1915 року він був спущений на воду, а 17 жовтня 1916 року увійшов до складу ВМС США.

## Історія служби
10 листопада 1916 року лінкор «Аризона» вийшов у море, а 11 листопада прибув на Гемптонський рейд. Корабель, який входив до складу 8-ї дивізії лінкорів американського флоту, не брав участі в бойових діях Першої світової війни, весь цей час проводячи на навчаннях, котрі переважно проходили у Чесапікській затоці.
Вже після завершення війни в Європі, 18 листопада 1918 року «Аризона» вийшов з Гемптонського рейду та 30 листопада прибув до Портленда, де був включений до складу 6-ї дивізії лінійних кораблів Гранд-Фліт, що комплектувався з прибулих до Англії американських дредноутів.
12 грудня лінкор разом з іншими кораблями вийшов у море для урочистої зустрічі лайнера George Washington, на борту якого прямував до Європи президент США Вудро Вільсон.
У подальшому залучався до перевезення військовослужбовців Американського експедиційного корпусу, що поверталися до додому з Європи після завершення війни.
11 травня 1919 року лінкор прибув до турецьких берегів, увійшовши до порту Ізмір. Екіпаж «Аризони» забезпечував охорону американського консульства та евакуацію на борт американських громадян і біженців, що зосередилися в місті під час війни. До кінця травня ситуація стабілізувалася, що дозволило людям зійти на берег. Після проведення цієї акції корабель повернувся до Нью-Йорка.
У 20-ті роки служба лінійного корабля не була насичена багатьма подіями. Основним заняттям для корабля і його екіпажу в ці роки, була участь у різних навчаннях на Тихому океані, в тому числі і в навчаннях Fleet Problem, а також дружні візити до військово-морських баз і морських портів. У січні 1929 корабель перейшов у Карибське море.
На початку лютого 1932 року «Аризона» перейшов на Гавайські острови, де відразу ж взяв участь у навчаннях флоту Fleet Problem XIII.
10 березня 1933 року лінкор стояв на якорі в Сан-Педро, коли в районі Лонг-Біч стався землетрус, що заподіяло значні руйнування на березі. Моряки з лінкора брали участь у наданні допомоги населенню та місцевій владі.
Навесні 1934 року під час ремонтних робіт у Бремертоні, на борту USS Arizona проводилися зйомки художнього фільму режисера Ллойда Бейкона, знятого кінокомпанією Warner Bros. — До справи береться флот.
22 жовтня 1941 року під час проведення військових маневрів в умовах поганої видимості зіткнулися два американських лінкори «Оклахома» й «Аризона». Внаслідок зіткнення лінкор «Оклахома» завдав удар форштевнем у лівий борт «Аризони». В обшивці протиторпедного блістера була утворена V-подібна пробоїна розмірами 1,2 метра в ширину і 3,7 метрів заввишки. Були затоплені деякі відсіки, через що крен корабля становив 10 °, який був усунутий шляхом контрзатоплення. Ремонт корабля проводили на військовій верфі в Перл-Гарборі.

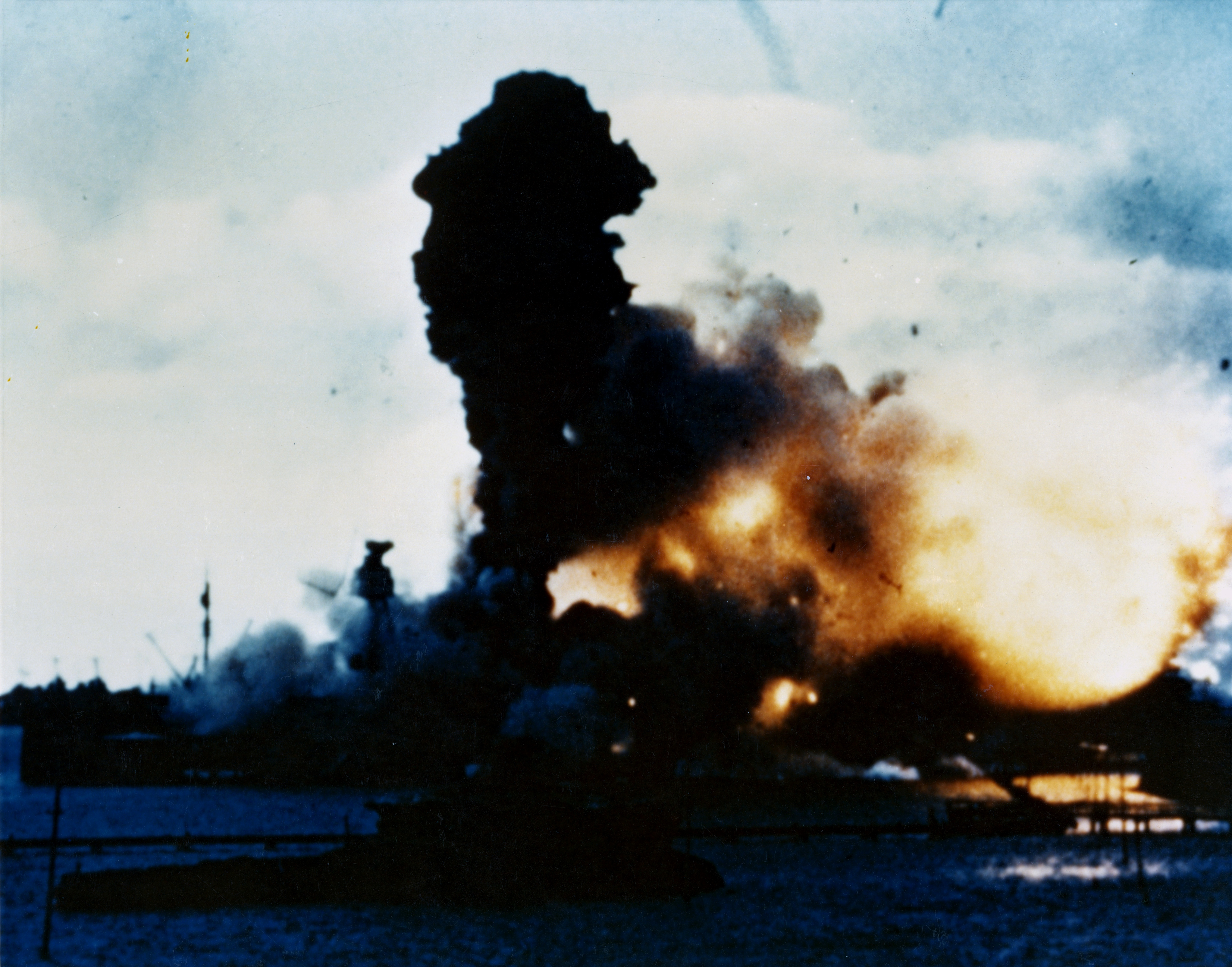
Вибух на лінкорі «Аризона». 7 грудня 1941

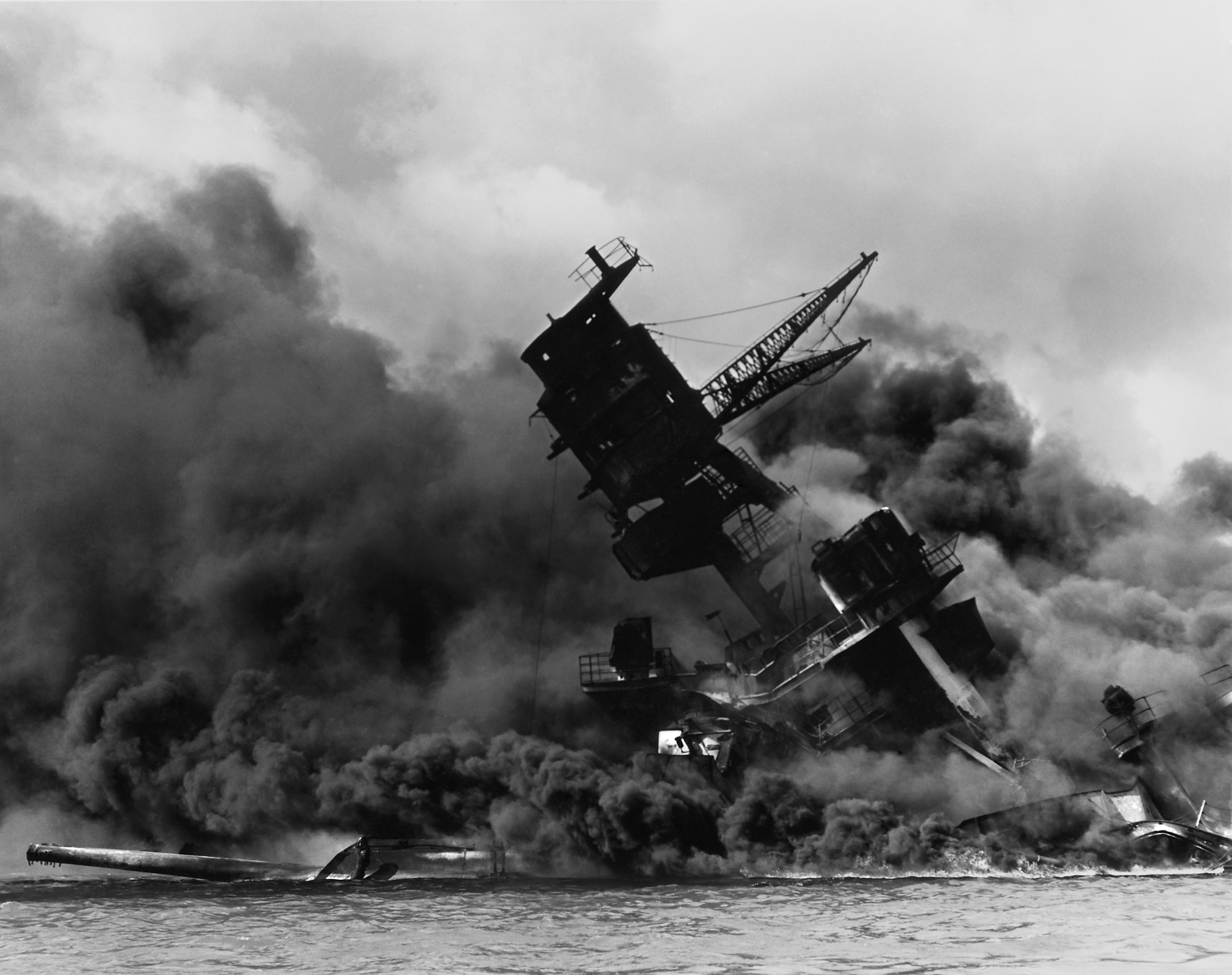
Палаючий після атаки японських торпедоносців американський лінкор «Аризона». Напад на Перл-Гарбор. 7 грудня 1941

Наприкінці листопада 1941 року ремонтні роботи на лінкорі «Аризона» були завершені й він узяв участь у планових навчаннях флоту.
О 8:12 5 грудня 1941 року лінійний корабель, повернувшись до гавані, обійшов за годинниковою стрілкою острів Форд і пришвартувався до двох бетонних причалів на позиції F-7 поруч з іншим лінійними кораблями, які базувалися в Перл-Гарборі.

### Загибель
7 грудня 1941 року о 07:55 на борту лінійного корабля «Аризона» пролунав сигнал бойової тривоги.
Лінкор був атакований 10 бомбардувальниками Nakajima B5N2 імовірно з авіаносця «Каґа», вони йшли двома ешелонами на висоті 3000 м, на деякій відстані один від одного.
З 08:00 за 8:11 «Аризона» отримав від 4 до 8 влучень авіабомб. Одна з бомб влучила в півбак праворуч від башти № 2, пробила дві броньові палуби і потрапила в пороховий льох, де і здетонувала. Внаслідок великого вибуху у лінкора були зруйновані конструкції корпусу до 88 шпангоута. Між 10 і 70 шпангоутами конструкція палуби була зруйнована і просіла вниз, носові башти головного калібру і бойова рубка опустилися вниз на 7-9 м. У носовій і середній частині лінкор був повністю охоплений вогнем. Лінкор швидко набрав воду в носову частину і ліг на дно.
На лінкорі «Аризона» загинуло 1177 людей з 1514 осіб, що перебували на борту корабля на момент атаки. Це становить 77,7% всього екіпажу і половину всіх загиблих під час атаки на базу в Перл-Гарборі.

## Відео
- Pearl Harbor sinking of the USS Arizona December 7, 1941, with the original Harper John song [Архівовано 20 червня 2020 у Wayback Machine.]
- Только История: линкор USS Arizona (BB-39) [Архівовано 11 лютого 2020 у Wayback Machine.]